# Kvina
El Kvina es un río del sur de Noruega. El río, de 152 kilómetros de longitud, nace en las montañas de Setesdalsheiene, en el municipio de Valle, en el condado de Agder, y fluye hacia el sur, a lo largo de la antigua frontera entre los condados de Aust-Agder y Vest-Agder, a través del valle de Kvinesdalen, para desembocar en el Fedafjorden, justo al sur de Liknes, en el municipio de Kvinesdal. El río tiene una cuenca de 1.452,43 kilómetros cuadrados. El río es rico en peces. En 2014, se capturaron en el río Kvina unas 1,02 toneladas de salmón. El río pasa por los pueblos de Netland, Storekvina y Liknes

## Generación de energía
El río atraviesa varios lagos regulados para la producción de energía hidroeléctrica, como el Roskreppfjorden, Øyarvatn, Kvifjorden y Homstølvatnet. La energía hidroeléctrica se utiliza en varias centrales a lo largo del río. La mayor es la central hidroeléctrica de Tonstad, en Sirdal. El agua del río se conduce por una tubería de 7 kilómetros de largo hasta la central. Aproximadamente la mitad del agua se trasvasa del Kvina a la central de Tonstad. El río tenía un caudal medio de 81 metros cúbicos por segundo antes de la regulación del agua, y desde entonces el río tiene un caudal medio de 32 metros cúbicos por segundo.